# Borodino (Krai de Krasnoiarsk)
Borodino é uma cidade da Rússia, no Krai de Krasnoiarsk.